# Хронологія геополітичних змін (1001—1700)
Хронологія геополітичних змін в історії (1001—1700) — послідовність історичних подій в історії людства, в частині, що стосувалося появи та зникнення держав, заснування найважливіших міст, виникнення столиць держав, проголошення незалежності й зміни назв країн, а також значні територіальні зміни, такі як анексія, поступка іншим державам або відокремлення земель і створення нових держав.
1001—1700

1701—1900

1901—2000

2-ге тисячоліття (XI століття • XII століття • XIII століття • XIV століття • XV століття • XVI століття • XVII століття)

## 2-ге тисячоліття н.е.

### XVII століття
| Рік  | Дата | Подія |
| ---- | --- | --- |
| 1700 | 1 листопада | З початком правління Філіпа V панівною династією Іспанії стали Бурбони |
| 1700 | 14 липня | За Константинопольським мирним договором між Московським царством і Османською імперією завершено Московсько-османську війну; Азовська фортеця, здобута в ході Азовських походів, перейшла Московії |
| 1700 | Утворилося королівство Орунгу на території сучасного Габону в Центральній Африці | |
| 1699 | 26 січня | На Карловицькому конгресі підписано мир між «Священною лігою» (Австрія, Венеція, Річ Посполита, Московське царство) та Османською імперією, яка зазнала воєнної поразки у Великій турецькій війні. До Австрії відійшли Східна Угорщина, Трансільванія, Хорватія, частина Словенії і Тімішоара. Венеційська республіка закріпила за собою захоплені півострів Морея і Далмацію. Польща повернула собі втрачені за умовами Бучацького миру землі, зокрема Поділля та інші частини Правобережної України                                          |
| 1697 | 20 вересня | Підписано Рейсвейкський мирний договір, що завершив дев'ятирічну уійну Аугсбурзької ліги; Франція повернула Священній Римській імперії Фрайбург, Брайзах-на-Рейні та Філіпсбург, але втримала Страсбург. Також, Франція отримала Сан-Домінго і повернула собі Пондішеррі й Нову Шотландію; Іспанія отримала назад Каталонію і прикордонні фортеці Монс, Люксембург та Кортрейк |
| 1697 | Лотаринзьке герцогство, яке багато років перебувало під владою Франції, знову здобуло незалежність                                                                                  | |
| 1697 | Підписано персональну унію Саксонського курфюрства з Річчю Посполитою | |
| 1696 | | Заснування Кумульського ханства в імперії династії Цін |
| 1695 | | Столиця провінції Меріленд перенесена із Сент-Меріс-Сіті до Аннаполіса |
| 1692 | | На півдні Індостану із занепадом Великих Моголів постала держава Аркот |
| 1692 | Утворилася Залізна Конфедерація, що об'єднала кілька індіанських племен північної Канади                                                                                            | |
| 1691 | | Англійське королівство заснувало провінцію Массачусетс-Бей шляхом злиття Плімутськой колонії і колонії Массачусетської затоки, а також провінції Мен, Нантакета, Мартас-Віньярда і територією, знаної зараз як Нова Шотландія. Столицею є Бостон |
| 1690 | | Утворення на території сучасної Нігерії Конфедерації Аро зі столицею в Арочукву |
| 1689 | 6 вересня | Підписано Нерчинський договір між Московським царством та маньчжурською династією Цін, за яким визнано за династією Цін право на володіння Приамур'ям |
| 1689 | Уельс перестав мати офіційну або адміністративну столицю, коли Ладлоу перестав бути адміністративною столицею після закінчення Ради Уельсу та Марків                                | |
| 1688 | | Заснування Венецією на півдні Пелопоннеса Морейського королівства зі столицею в Нафпліоні |
| 1686 | | Англійським королівством засновано домініон Нова Англія |
| 1686 | 6 травня | У Москві підписано Вічний мир між Річчю Посполитою і Московським царством про розділ Гетьманщини: за Московським царством залишилися Лівобережну Україну, Київ (купівля Києва), Запорожжя, Чернігово-Сіверська земля з Черніговом і Стародубом та Смоленськ |
| 1685 | | Англійці колонізували Барбуду |
| 1684 | | Англійське королівство передало Танжер династії Алавітів |
| 1683 | 12 вересня | Розгромом під Віднем османського війська візира Кари-Мустафи об'єднаними польсько-австрійсько-німецько-литовсько-українськими військами під проводом Яна Собеського зупинено османську експансію в Європу |
| 1683 | Держава Дуннін завойована династією Цін. Острів Тайвань повернувся під контроль Цин                                                                                                 | |
| 1683 | Засновано Бранденбурзький Золотий Берег — бранденбурзька колонія в Центральній Африці, на узбережжі Гвінейської затоки                                                              | |
| 1682 | | Французький мандрівник Рене де ла Саль проголосив землі вздовж річки Міссісіпі французькою колонією під назвою Луїзіана |
| 1681 | | Заснування колонії Пенсільванія. Столиця — Філадельфія |
| 1681 | Утворення арабської держави Нижня Яфа в Південному Ємені | |
| 1680 | | Виникнення королівства Бурунді |
| 1680 | Заснування емірату Бейхан | |
| 1679 | жовтень | За результатами Німвегенських мирних договорів, які завершили Франко-голландську війну, Франція отримала від Іспанії: Франш-Конте, міста Камбре, Бушен, Валансьєнн, Конде-сюр-л'Еско, Мобеж, Іпр, Баве, Ер, Кассель, Баєль, Сент-Омер, Вервік, Варнетон. Навзаєм повертала Іспанії міста Шарлеруа, Ауденарде, Бенш, Ат, Куртре, Гент. Окрім того, Франція отримувала іспанській острів Тринідад у карибському морі. Голландія передала Франції острів Тобаго у Вест-Індії. Також французи отримували острова Сен-Вінсет, Домініку та Сен-Люсію |
| 1678 | | Англійці заснували колонію Барбуда |
| 1677 | | Занепад в'єтнамської династії Мак |
| 1674 | | Шиваджі заснував імперію Маратха зі столицею в Райґаді |
| 1674 | Виникнення князівства Тханджавур на півострові Індостан | |
| 1673 | | Припинили існування Нові Нідерланди |
| 1672 | | Засновано Британські Віргінські Острови |
| 1672 | 18 жовтня | За Бучацьким мирним договором Поділля з Кам'янцем відійшла до Османської імперії |
| 1670 | | Заснування Імперії Ашанті на території сучасної Гани |
| 1670 | У складі Британської Північної Америки створено Північно-Західну територію і Землю Руперта                                                                                          | |
| 1668 | 2 травня | За Аахенським миром, яким завершено Деволюційну війну, Франції відійшли Армантьєр, Берг, Шарлеруа, Кортрейк, Дуе, Верне, Лілль, Ауденарде і Турне |
| 1667 | 9 лютого | Підписано Андрусівське перемир'я, яким завершено Московсько-польську війну; під владою Московської держави залишалась Лівобережна Україна, Сіверська земля з Черніговом і Стародубом, а також Київ і Смоленськ |
| 1667 | 31 липня | Франція повернула Ангілью за Бредською угодою |
| 1666 | | Заснування Калатського ханства на території сучасного Пакистану |
| 1666 | Франція відвоювала в англійців колонію Ангілья | |
| 1665 | | Англійське королівство заснувало колонію Ямайка. Столицею є Спаніш-Таун |
| 1664 | | Нідерландська республіка підписала Бредську угоду на завершення Другої англо-голландської війни, за якою Нові Нідерланди переходили Англійському королівству |
| 1664 | Заснування англійцями колонії Делавер зі столицею в Нью-Каслі | |
| 1664 | Заснування англійцями колонії Нью-Джерсі зі столицею в Елізабеті | |
| 1664 | Заснування англійцями колонії Нью-Йорк зі столицею в Нью-Йорку | |
| 1664 | Колонія Нью-Гейвен включена до колонії Коннектикут | |
| 1664 | Створення Французької Вест-Індійської компанії | |
| 1664 | Заснування французами колонії Французька Індія зі столицею в Пудучеррі | |
| 1663 | | Засновано герцогство Масси і Каррари на Апеннінському півострові. Столиця — місто Масса |
| 1663 | Припинив існування курдський Чемішгезекський емірат | |
| 1663 | Шведська колонія Золотий Берег захоплена данцями і включена до складу Данської Гвінеї                                                                                               | |
| 1663 | Заснування англійцями колонії Кароліна | |
| 1662 | | Завершилося правління династії Південна Мін, завойована династією Цін |
| 1662 | 1 лютого | Держава Дуннін поклала край існуванню Голландської Формози, здобувши перемогу при облозі форту Зеландія |
| 1661 | 14 червня | Проголошення держави Дуннін на південно-західному Тайвані та островах архіпелагу Пенху |
| 1661 | Португальське королівство передало Танжер Англійському королівству як придане португальської інфанти Катерини, що вийшла заміж за англійського короля Карла II                      | |
| 1661 | Португальська Індія поступилася портом Бомбей британцям як придане королю Англії Карлу II                                                                                           | |
| 1660 | 4 квітня | Відновлення Королівств Англія, Шотландія та Ірландія на заміну республіканській Співдружності Англії, Шотландії та Ірландії. Лондон, Единбург і Дублін є відповідними столицями відновлених держав |
| 1660 | 3 травня | Олівський мир визначив передачу острова Руне в Естонії від польсько-литовського васального Герцогства Курляндії та Семигалії до Швеції |
| 1660 | 27 травня | Шведське королівство передало Тренделаг і Борнгольм Данії-Норвегії згідно з Копенгагенським договором після закінчення дансько-шведської війни |
| 1659 | | Франція заснувала Сент-Луї, першу французьку колонію в Африці |
| 1659 | Занепад династії Саадитів у Марокко | |
| 1659 | За умовами Піренейського договору Артуа, Руссільйон і Перпіньян анексовані Королівством Франція                                                                                     | |
| 1659 | 5 травня | Британська Ост-Індська компанія заволоділа островом Святої Єлени |
| 1658 | | Данія-Норвегія передала Сконе, Блекінге, Галланд, Борнгольм, Бохус і Тренделаг Шведському королівству за умовами Роскіллського договору |
| 1658 | 16 грудня | Співдружність Англії, Шотландії та Ірландії замінила Співдружність Англії, Шотландське королівство та Ірландське королівство. Единбург і Дублін поступаються Лондону як столиці |
| 1658 | Португальський Цейлон припинив існування, завойований Нідерландами | |
| 1658 | Данською Вест-Індійською компанією засновано колонію Золотий Берег на узбережжі Гвінейської затоки                                                                                  | |
| 1655 | | Нова Швеція завойована голландцями |
| 1654 | | Припинила існування Голландська Бразилія внаслідок Голландсько-португальської війни, відбита португальцями |
| 1654 | Голландська Каєнна, колонія Нідерландів на території сучасної Французької Гвіани, відвойована французами                                                                            | |
| 1653 | 4 травня | Точні кордони між Шведською Померанією та Задньою Померанією визначено Штеттінським договором |
| 1652 | | Заснування Голландської Капської колонії |
| 1650 | | Заснування шведської колонії Золотий Берег на узбережжі Гвінейської затоки |
| 1650 | Англійська співдружність колонізувала Ангілью поселенцями з Сент-Кіттса | |
| 1650 | Внаслідок занепаду імперії Сонгаї виникла держава Кенедугу на Заході Африки | |
| 1649 | 19 травня | Утворилася Англійська співдружність після громадянської війни в Англії замість Королівства |
| 1649 | Гренада придбана Французьким королівством | |
| 1648 | | Англійське королівство колонізувало Багамські острови |
| 1648 | Нідерланди, Швейцарія та багато італійських міст-держав здобули незалежність від Священної Римської імперії за умовами Вестфальського миру                                          | |
| 1648 | Померанське герцогство розділене між Швецією (Шведська Померанія) і Бранденбург-Пруссією (Задня Померанія), хоча точні кордони не будуть визначені до 1653 року (Вестфальський мир) | |
| 1648 | За Вестфальським миром до Франції відійшли Декаполіс в Ельзасі (крім Страсбурга, Страсбурзької єпархії та Мюлуза) і місто Пінероло від іспанського Міланського герцогства           | |
| 1648 | Імперія Моголів перенесла свою столицю з Агри до Делі | |
| 1648 | Португальське королівство повернуло собі Анголу від Республіки семи об'єднаних провінцій                                                                                            | |
| 1647 | 22 жовтня | Утворилася Неаполітанська республіка |
| 1646 | | Розпалася Віджаянагарська імперія на півдні Індії |
| 1645 | 13 серпня | Королівство Данії та Норвегії, вендів і готів передало Ємтланд, Гер'єдален, Ідре та Сярна, а також острови Готланд й Сааремаа і Галланд, останній на 30 років, Королівству Швеції згідно з Бремсебруським миром, яким завершено Дансько-шведську війну |
| 1644 | 30 жовтня | Династія Цін змінила династію Мін як правляча династія Китаю. Пекін — столиця. |
| 1644 | Чжу Юсун заснував династію Південна Мін | |
| 1642 | | Виникнення королівства Сіккім |
| 1642 | Припинила існування Іспанська Формоза | |
| 1641 | | Португальське королівство втратило Малакку, Аннобон і Анголу на користь Республіки семи об'єднаних провінцій |
| 1640 | 1 грудня | Португальське королівство вийшло з персональної унії з монархією Іспанії |
| 1640 | Утворення емірату Трарза на території сучасної Мавританії | |
| 1638 | | Засновано Нову Швецію — колонію Шведської імперії в долині річки Делавер |
| 1638 | Заснування колонії Нью-Гейвен зі столицею в Нью-Гейвені | |
| 1638 | Голландська Ост-Індійська компанія захопила Маврикій | |
| 1637 | | Виникнення Хошутського ханства на території Тибету |
| 1636 | | Хуан Тайцзі заснував династію Цін зі столицею в Шеньяні |
| 1636 | 3 березня | Заснування англійцями колонії Коннектикут зі столицею в Гартфорді |
| 1636 | Засновано колонію Род-Айленд і Провиденські плантації | |
| 1635 | | Фасілідес зробив Ґондер першою постійною столицею Ефіопії після падіння династії Загве |
| 1635 | Заснування англійцями колонії Сейбрук в Північній Америці зі столицею в Олд-Сейбруку                                                                                                | |
| 1635 | Французьке королівство колонізувало острови Гваделупа, Мартиніка та низку інших у Малих Антильських островах                                                                        | |
| 1634 | | Виникнення Джунгарського ханства, держави кочових ойратських племен в районі Алтаю, Тянь-Шаню та Гобі |
| 1634 | Зникнення Ногайської орди, поглиненої Московським царством | |
| 1633 | | Виникнення князівства Наджран на Аравійському півострові |
| 1632 | | Королівство Англія колонізувало Антигуа |
| 1631 | | Утворилася африканська держава народу мбунду Матамба |
| 1630 | | Заснування Голландської Бразилії зі столицею в Мауріцстаді |
| 1630 | Шведське королівство окупувало герцогство Померанія, утворивши домініон Шведська Померанія                                                                                          | |
| 1630 | Утворення Калмицького ханства | |
| 1629 | 26 вересня | Підписано Альтмаркське перемир'я, за яким Швеції передано більшу частину Лівонського герцогства в реальній унії з Річчю Посполитою як Шведська Лівонія. Східна частина герцогства зберігається за Польщею-Литвою і приєднана як Інфлянтське воєводство |
| 1629 | Заснування колонії Нью-Гемпшир | |
| 1628 | | Заснування Французької Вест-Індії зі столицею у Бас-Тері |
| 1628 | Заснування колонії Массачусетської затоки. Столиця — Сейлем | |
| 1627 | 17 лютого | Королівство Англія колонізувало Барбадос. Столиця — Гоултаун |
| 1627 | Утворення морисками корсарської республіки Сале на території Марокканського султанату                                                                                               | |
| 1627 | Голландці заснували на північному узбережжі Південної Америки колонію Бербіс зі столицею у Форт Нассау                                                                              | |
| 1626 | | Іспанська Формоза заснована на Тайвані зі столицею у Цзілуні |
| 1625 | | Заснування держави Куба, державного утворення північних народів банту |
| 1624 | | Голландська Формоза заснована на Тайвані зі столицею у Зеландії |
| 1623 | | Баварське курфюрство виникло з Баварського герцогства. Столицею залишився Мюнхен |
| 1621 | 29 вересня | Шотландське королівство заснувало Нову Шотландію на південно-східному узбережжі сучасної Канади |
| 1621 | Португальське королівство поділило колонію в Бразилії на штат Бразилія зі столицею в Салвадорі та штат Мараньян зі столицею в Сан-Луїсі                                             | |
| 1621 | 3 червня | Утворення Голландської Вест-Індійської компанії, яка отримала юрисдикцію над голландською Атлантичною работоргівлею, Бразилією, Карибським басейном і Північною Америкою |
| 1620 | 21 грудня | Батьки-пілігрими заснували Плімутську колонію |
| 1620 | У центральній Африці засновано державу Касандже | |
| 1620 | Данська Ост-Індійська компанія заснувала Данську Індію, яка стала частиною данської колоніальної імперії                                                                            | |
| 1618 | | Ухваленням персональної унії між курфюрством Бранденбург з герцогством Пруссія засновано Бранденбург-Пруссію. Берлін і Кенігсберг є відповідними столицями |
| 1617 | 7 березня | Підписано Столбовський мир, що поклав край Шведсько-московській війні; Московське царство поступилося Швеції містами і фортецями, втративши вихід до Балтійського моря |
| 1617 | 9 травня | Курляндське єпископство вступило в особисту унію з Річчю Посполитою |
| 1616 | 30 жовтня | Утворення Нурхаці Династії Пізня Цзінь зі столицею в Сінцзіні |
| 1614 | | Португалія заснувала колонію Кашеу на території сучасної Гвінеї-Бісау |
| 1614 | На території східної частини узбережжя Північної Америки засновано Нові Нідерланди                                                                                                  | |
| 1612 | | Португалія знову об'єднала Південну та Північну колонії в єдину колонію Португальська Бразилія зі столицею в Салвадорі |
| 1612 | Заснування Екваторіальної Франції, другої після Антарктичної Франції французької колонії в Південній Америці                                                                        | |
| 1610 | | Заснована англійська колонія Ньюфаундленд |
| 1609 | 10 липня | Створення Католицької ліги, конфедерації римо-католицьких німецьких держав у Священній Римській імперії |
| 1609 | Королівство Рюкю визнало себе васалами Імператора і сьоґуна Японії | |
| 1608 | 14 травня | Утворення Протестантської унії — об'єднання восьми протестантських князів і 17 протестантських міст Священної Римської імперії |
| 1608 | 3 липня | Засновано Квебек — столицю Нової Франції |
| 1608 | Португальське королівство вдруге поділило свою колонію в Бразилії на Південну зі столицею в Ріо-де-Жанейро та Північну Бразилії зі столицею в Салвадорі                             | |
| 1607 | | Іспанці заснували Генерал-капітанство Куба |
| 1607 | 14 травня | Англійці заснували Тринадцять колоній |
| 1606 | | Заснована англійська колонія Вірджинія |
| 1604 | | Заснована французька колонія в Північній Америці — Акадія |
| 1603 | | У Судані виник Дарфурський султанат |
| 1603 | 12 лютого | Токуґава Ієясу заснував сьоґунат Токуґава в Японії, який став наслідком періоду Адзуті-Момояма. Едо — столиця |
| 1603 | На Кавказі виникла Карабаська п'ятірка — п'ять вірменських мелікств (князівств) на території Карабаху                                                                               | |
| 1602 | 20 березня | Утворення Голландської Ост-Індійської компанії — початок існування Нідерландської імперії |
| 1601 | 17 січня | До Франції від Савої відійшли провінції Бресс, Буже, Жекс, Савоя натомість отримала Салуццо |

### XVI століття
| Рік  | Дата | Подія |
| ---- | --- | --- |
| 1600 | | Заснування Дагомеї, державного утворення на узбережжі Західної Африки |
| 1600 | 31 грудня | Заснована Британська Ост-Індійська компанія |
| 1599 | | Утворення султанату Саравак |
| 1598 | | Феррарське герцогство увійшло до складу Папської держави |
| 1598 | Сибірське ханство припинило існування, підкорено військами Московського царства | |
| 1598 | Сефевідський Іран переніс столицю з Казвіна в Ісфаган | |
| 1597 | | Зникнення королівства Котте на острові Шрі-Ланка |
| 1594 | | Вімаладгармасур'я I переніс свою столицю в Канді, заснувавши однойменне королівство |
| 1592 | 17 листопада | Утворення Польсько-шведської унії між Річчю Посполитою та Швецією; на чолі обох держав став король Сиґізмунд ІІІ Ваза |
| 1591 | | Занепад Імперії Сонгаї в Західній Африці, яка домінувала в регіоні Сахель |
| 1590 | 21 березня | Підписано договір Ферхат-Паші між Османською імперією та Сефевідським Іраном, яким завершено Османсько-перську війну; весь Південний Кавказ відійшов до Османської імперії |
| 1586 | | Імперія Великих Моголів перенесла свою столицю з Фатегпур-Сікрі до Лахора; в тому ж році столиця знову переноситься в Агру |
| 1589 | | Зникнення королівства Тондо на території сучасних Філіппін |
| 1589 | Кашмірський султанат підкорено військами Імперії Великих Моголів | |
| 1585 | | Заснування імперії Луба на території південних саван Африки |
| 1585 | Заснування Роанока, першого постійного англійського поселення в Північній Америці | |
| 1582 | 15 січня | За Ям-Запольською угодою між Річчю Посполитою та Московським царством значні землі Старої Лівонії перейшли Річі Посполитій |
| 1581 | 14 січня | За Дрогичинським договором вільне імперське місто Рига перейшло у володіння Річі Посполитої |
| 1581 | 26 липня | Республіка Об'єднаних провінцій Нідерландів проголосила незалежність від Іспанської монархії |
| 1580 | липень | Походом Єрмака проти Сибірського ханства, розпочавши колонізацію Сибіру і Далекого Сходу Московією |
| 1580 | липень | Об'єднання Португалії та Іспанії внаслідок династичної унії в Іберійську унію |
| 1580 | На узбережжі Гвінейської затоки заснована держава Віда | |
| 1579 | | Наксоське герцогство анексовано Османською імперією |
| 1578 | | Припинило існування Лівонське королівство, васальна держава Московського царства |
| 1578 | Португальське королівство об'єднало Південну та Північну колонії в Португальську Бразилію зі столицею в Салвадорі                                                                           | |
| 1576 | | Припинив існування Бенгальський султанат, завойований Імперією Великих Моголів |
| 1575 | | Столиця Чилі перенесена з Консепсьйона в Сантьяго |
| 1575 | Заснування Португальської Західної Африки | |
| 1574 | | Припинила існування держава Хафсідів |
| 1573 | | Португальське королівство поділило свою колонію в Бразилії на Південну зі столицею в Ріо-де-Жанейро та Північну Бразилії зі столицею в Салвадорі |
| 1573 | Припинив існування Гуджаратський султанат анексований падишахом Акбаром з династії Великих Моголів                                                                                          | |
| 1573 | Османська імперія відвойювала острів Кіпр у Венеціанської республіки | |
| 1571 | 18 березня | Орден Госпітальєрів переніс столицю з Біргу до Валлетти |
| 1571 | Столиця Імперії Великих Моголів переміщена з Агри у Фатегпур-Сікрі | |
| 1571 | Іспанська імперія підкорила Королівство Тондо на Філіппінах | |
| 1570 | 13 грудня | Данія поступилася своїми номінальними правами на Даго, а Річ Посполита поступилася Швеції своїми номінальними правами на Гаррієн-Вірланд (включаючи Реваль), Єрвен і Вік |
| 1570 | 10 червня | Іваном Грозним проголошено створення васального Лівонського королівства |
| 1569 | 1 липня | Королівство Польське і Велике князівство Литовське об'єдналися в Річ Посполиту Корони Польського Королівства і Великого князівства Литовського. Вільнюс поступається Кракову як столиця |
| 1569 | Королівська Пруссія увійшла до Речі Посполитої | |
| 1569 | Флорентійське герцогство припинило існування, поступившись Великому герцогству Тосканському зі столицею у Флоренції                                                                         | |
| 1567 | | Припинила існування Антарктична Франція на території сучасної Бразилії |
| 1566 | 25 грудня | Гродненська унія перетворює персональну унію між Лівонським герцогством і Великим князівством Литовським на реальну унію, а перше реорганізується як Лівонське князівство. Литовське васальне Ризьке архієпископство приєднано до Лівонського князівства                                              |
| 1565 | | Іспанська імперія заснувала колонію на Філіппінах з адміністративним центром у Себу |
| 1565 | Заснування Іспанської Ост-Індії | |
| 1565 | На більшій території Тибету опанувала владу династія Цангпа | |
| 1562 | | Столицю Савойського герцогства переміщено з Шамбері до Турину |
| 1562 | Зникнення Малавського султанату в Індії | |
| 1562 | Занепад Цахурського ханства в Дагестані | |
| 1561 | 28 листопада | Віленська унія розпускає Лівонський орден з переходом Лівонії до Польсько-Литовської держави, секуляризацію його земель та лівонських держав-єпископств і створення на їх теренах двох світських протекторатів Литви — Лівонського герцогства та герцогства Курляндії і Семигалії                     |
| 1560 | | Лансанг перемістив столицю з Луанґпхабанґа у В'єнтьян |
| 1559 | | У Гімалаях засновано королівство Горкха зі столицею в однойменному місті |
| 1559 | Столиця Імперії Малі переміщена з Ніані в Кангабу | |
| 1558 | 18 липня | Московське царство завоювало Дерптське єпископство в Естонії |
| 1558 | 8 січня | Франція відвоювала Кале у Англії, останнє місто на території континенту, що перебувало під владою англійців з часів Столітньої війни |
| 1558 | Владу у центральній та південній частині держави Дайв'єт захопила Тюаство Нгуєн | |
| 1557 | | Заснування Португальського Макао |
| 1557 | Утворилося Мегрельське князівство | |
| 1556 | | Припинила існування пуштунська династія Сурідів, правителів Північної Індії |
| 1556 | Московське царство завоювало та приєднало Астраханське ханство | |
| 1556 | Засновано Іспанські Нідерланди | |
| 1555 | | Засновано Антарктичну Францію, першу французьку колонію в Південній Америці |
| 1555 | З Ногайської Орди виділилася Алтиульська Орда | |
| 1555 | Припинила існування Сієнська республіка, завойована Іспанією | |
| 1555 | Зникла держава Ава зі столицею в однойменному місті | |
| 1554 | | Зникнення династії Ваттасидів у Марокко, захоплення влади Саадитами |
| 1552 | | Заснування Запорозької Січі |
| 1552 | Османський флот під командуванням Пірі-реїса захопив португальський Маскат | |
| 1552 | 12 березня | Зникла середньовічна монська держава Гантаваді у південній частині території сучасної М'янми |
| 1552 | 2 жовтня | Іван Грозний завоював і приєднав до Московського царства Казанське ханство |
| 1551 | | Зникнення Госпітальєрського Триполі на півночі Африки |
| 1550 | | Засновано державу Кваньяма на півночі сучасної Намібії та півдні Анголи. Столиця — Онджива |
| 1550 | На західному узбережжі Екваторіальної Африки виникла держава Лоанґо | |
| 1549 | | Королівство Португалія заснувало центральний уряд для своєї колонії Бразилії зі столицею в Салвадорі |
| 1549 | На заході Африки внаслідок розпаду імперії Волоф утворилися держави Волоф зі столицею в Янг-Янг, Кайор зі столицею в Мбулі, Сіне зі столицею в Мбісселі та Баол зі столицею в Ламбі         | |
| 1549 | Початок правління арабської династії султанів Марокко Саадитів зі столицею в Тарудант після повалення марокканської династії Ваттасидів                                                     | |
| 1547 | 16 січня | Іван Грозний заснував Московське царство на основі Великого князівства Московського зі столицею в Москві |
| 1545 | | Герцогство Парми та П'яченци утворилося, від'єднавшись від Міланського герцогства |
| 1545 | Князі Чинь де-факто встановили правління над Північним В'єтнамом | |
| 1542 | | Ірландське лордство припинило існування, перетворившись на Ірландське королівство |
| 1542 | Князівство Уельс анексовано Англійським королівством | |
| 1542 | Іспанія створила віцекоролівство Перу, що спочатку містило більшу частину іспанських володінь в Південній Америці, ліквідувавши губернаторства Нова Кастилія і Новий Толедо. Столиця — Ліма | |
| 1542 | На території сучасної Центральної М'янми зникло царство П'ї | |
| 1541 | | Гаджапатське царство в Індії припинило існування |
| 1540 | | Шер Шах Сурі заснував пуштунську династію Сурідів, правителів Північної Індії зі столицею в Сасарамі |
| 1539 | 24 січня | Габсбурзька Іспанія оголосила свої претензії на території на південь від Магелланової протоки, створюючи губернаторство Терра Австраліс |
| 1537 | | Данія і Норвегія утворили дуалістичну унітарну державу Данія-Норвегія |
| 1537 | Унаслідок ослаблення імперії Малі на Заході Африки в Сенегамбії утворилася держава Каабу | |
| 1536 | | Імператор Священної Римської імперії Фердинанд I переніс столицю Угорського королівства до Пожоні |
| 1534 | | Португальське королівство розділило свою колонію в Бразилії на 15 незалежних капітаній |
| 1534 | Іспанія створила провінцію Нова Андалусія в Південній Америці | |
| 1534 | Французьке королівство створило Нову Францію в Північній Америці. Зародження Французької колоніальної імперії                                                                               | |
| 1534 | грудень | Багдад, що належав сефевідській Персії захоплений військами османського султана Сулеймана І Пишного |
| 1533 | 15 листопада | Франсіско Пісарро в ході іспанського завоювання повністю знищив Імперію інків |
| 1533 | Династія Ле відновила після короткої перерви правління в державі Дайв'єт | |
| 1532 | | Франція анексувала Бретонське герцогство |
| 1532 | Флорентійська республіка перетворилося на Флорентійське герцогство. Столиця — Флоренція | |
| 1531 | | Виникнення державного утворення Нупе в Західній Африці |
| 1530 | 26 жовтня | Імператор Карл V передав острів Мальту та Триполі Ордену госпітальєрів, які перенесли столицю з Мдіни в Біргу |
| 1530 | У Північній Італії виникло Мантуанське герцогство. Столиця — Мантуя | |
| 1529 | 22 квітня | Представники Португальського та Іспанського королівств підписали Сарагоський договір, встановлюючи демаркаційну лінію між сферами впливу обох морських держав в східній півкулі |
| 1529 | Іспанія створила губернаторства Нова Кастилія і Новий Толедо в Південній Америці | |
| 1529 | 15 жовтня | Перша облога Відня Османською імперією провалилася |
| 1528 | | На Малайському півострові та острові Суматра виник султанат Джохор |
| 1527 | | У центральній Індії остаточно розпалася держава Бахмані |
| 1527 | Засновано Хорватське васальне королівство у складі Габсбурзької монархії, зі столицею в Загребі                                                                                             | |
| 1527 | Припинило існування останнє індуїстське королівство в Індонезії, Маджапагіт | |
| 1527 | Засновано султанат Бантен на північно-західному узбережжі острова Ява. Столиця — Серанг | |
| 1527 | 15 червня | Династія Мак внаслідок повалення династії Ле розпочала правління в державі Дайв'єт |
| 1526 | 20 квітня | Розгромивши Делійський султанат, Бабур заснував Імперію Великих Моголів зі столицею в Агрі |
| 1526 | 29 серпня | Османська імперія завдала нищівної поразки об'єднаному угорсько-чесько-хорватському війську в битві при Могачі, знищивши Угорське та Хорватське королівства |
| 1526 | Заснування Західно-Угорського королівства | |
| 1526 | Виникнення султанату Банджармасін на півдні Калімантану | |
| 1526 | В центральній Європі засновано Габсбурзьку монархію | |
| 1525 | 14 січня | Тевтонський орден відмовився від своїх прав на автономний Лівонський орден |
| 1525 | 10 квітня | Великий магістр Тевтонського ордену Альбрехт перетворив Пруссію з Орденської держави на герцогство, зі столицею в Кенігсберзі |
| 1523 | | Розпад Кальмарської унії |
| 1522 | 6 вересня | Іспанська морська експедиція під керівництвом Фернана Магеллана та — після його смерті — Хуана Себастьяна Елькано завершила навколосвітнє плавання, прибувши до Санлукар-де-Баррамеди |
| 1522 | На території теперішнього Південно-Західного Чаду засновано королівство Багірмі зі столицею в Масенья                                                                                       | |
| 1522 | 22 грудня | Припинив існування Госпітальєрський Родос, завойований військами Османської імперії Сулеймана I |
| 1521 | | Об'єднані сили Ернана Кортеса завоювали Теночтітлан, столицю імперії ацтеків. Згодом Королівство Іспанія перейменувало регіон на Віцекоролівство Нова Іспанія. Зруйновану столицю відбудовують і перейменовують на Мехіко                                                                             |
| 1521 | Маядуне заснував королівство Сітавака в центрі південної Шрі-Ланки | |
| 1521 | Зникнення держави Раджанат Бутуан на острові Мінданао у Філіппінах | |
| 1521 | Припинила існування держава Пасай на острові Суматра | |
| 1521 | Сапотецька цивілізація Месоамерики підкорена іспанськими конкістадорами | |
| 1521 | Московія знищила Велике князівство Рязанське і приєднала її землі до себе | |
| 1518 | | Виник султанат Голконда у східній Індії після занепаду Бахманідського султанату |
| 1518 | Етносом мбунду засновано державне утворення Ндонго на території Північної Анголи | |
| 1517 | | Припинили існування Аббасидський халіфат та Мамелюцький і Тахірідський султанати |
| 1517 | Створення васальних держав Османської імперії: Єгипетського та Єменського еялетів | |
| 1516 | | Утворення васальних держав Османської імперії: Алжирського, Дамаскського еялетів та Османської Сирії |
| 1515 | | Виникнення мусульманської держави Магінданао на острові Мінданао |
| 1514 | | Молдавське князівство стало васалом Османської імперії |
| 1513 | | іспанський конкістадор Хуан Понсе де Леон оголосив Флориду частиною Нової Іспанії |
| 1511 | | Створено Хівинське ханство зі столицею в Кенеургенч |
| 1511 | Португальське королівство завоювало Малакку на південно-східному узбережжі Малайського півострова                                                                                           | |
| 1510 | | Припинила існування Псковська республіка, захоплена Московією |
| 1510 | Тюменське ханство підкорено володарями Сибірського ханства | |
| 1510 | Португальське королівство завоювало Гоа в Індії | |
| 1510 | Берберське королівство Бені Аббас утворилося на півночі Африки | |
| 1510 | В Індокитаї виникла Перша імперія Таунгу | |
| 1509 | 18 травня | Захоплення Орана Іспанською імперією |
| 1509 | Зникнення Пізанської республіки, яка капітулювала перед силами Флоренції | |
| 1507 | | Португальське королівство завоювало Маскат |
| 1507 | Заснування Португальської Сокотри | |
| 1506 | | Португальська імперія підкорила собі султанат Кілва |
| 1506 | Делійський султанат переніс столицю з Делі в Агру | |
| 1505 | | На території сучасного Сьєрра-Леоне утворилося королівство Койа |
| 1505 | Заснування Португальської Індії зі столицею в Кочі та Португальського Цейлону | |
| 1504 | | Засновано султанат Сеннар у Північно-Східній Африці на території сучасного Судану |
| 1504 | Неаполітанське королівство перейшло під владу Арагонської Корони | |
| 1502 | | Остаточний розпад Золотої Орди, монгольської кочової держави у степах Східної Європи, Центральної Азії та Західного Сибіру, внаслідок якого утворилися Велика Орда, Астраханське ханство, Кримське ханство, Ногайська орда, Казанське ханство, Сибірське ханство, Казахське ханство, Узбецьке ханство |
| 1501 | | Заснування Сефевідського Ірану зі столицею в Тебризі |
| 1501 | Жуан да Нова, португальський мореплавець Доби великих географічних відкриттів, відкрив острів Вознесіння                                                                                    | |
| 1501 | На території сучасної держави Чад султанат Вадай | |

### XV століття
| Рік  | Дата | Подія |
| ---- | --- | --- |
| 1500 | | У Центральній Азії засновано Бухарське ханство |
| 1500 | 22 квітня | Португальськими мореплавцями під проводом Педру Кабрала відкрито Бразилію; заснування Португальської Бразилії |
| 1500 | На Філіппінах засновано країну Маніла | |
| 1498 | | Васко да Гама досяг Мозамбіку; заснування Португальської Східної Африки |
| 1498 | У ході Іспанської колонізації Америки створено Іспанський Мейн | |
| 1496 | | На півночі острова Суматра утворився султанат Ачех |
| 1495 | | Припинило існування Вюртемберзьке графство, засновано Вюртемберзьке герцогство |
| 1494 | | Вдруге заснована Пізанська республіка внаслідок початку Італійських війн |
| 1494 | На заході Африки внаслідок занепаду імперії Волоф утворилася держава Салум | |
| 1493 | 4 травня | Папською буллою Inter caetera Олександра VI усі землі на захід і південь від лінії, що з'єднує полюси Землі і проходить в ста лігах західніше і південніше будь-якого з островів Азорського архіпелагу і архіпелагу Зеленого мису, передано Арагону і Кастилії                                                                                  |
| 1492 | 12 жовтня | Христофор Колумб відкрив Америку, висадившись на острові Гуанахані; початок Європейської колонізації Америки |
| 1492 | Ліквідація Гранадського емірату, останнього ісламського державного утворення на території Піренейського півострова, завоювання якого іспанцями завершило процес християнської Реконкісти Піренейського півострова | |
| 1492 | Через відкриття Колумба та знищення Гранадського емірату виникла Іспанська Вест-Індія, яка стала основою Іспанської імперії                                                                                       | |
| 1490 | 20 травня | Васко да Гама відкрив морський шлях до Індії |
| 1490 | У наслідок занепаду імперій Малі і Волоф виникла імперія Фута Торо | |
| 1490 | Грузинське царство розпалося на Кахетинське, Імеретинське, Картлійське царства і Самцхе-Саатабаго | |
| 1490 | Столицю Угорського королівства перенесено до Буди | |
| 1490 | Виникнення султанатів Ахмеднагарського та Аділ-шахів на півдні Індії | |
| 1489 | | Кіпрське королівство потрапило під владу Венеційської республіки і стало Венеційським Кіпром |
| 1486 | | Засновано династію Таунгу бірманських правителів, яка утворилися після розпаду Паганского царства |
| 1485 | | Столицю Угорського королівства перенесено до Відня |
| 1482 | | Засновано Габсбурзькі Нідерланди |
| 1482 | Бургундські Нідерланди ліквідовано, вони стали Австрійськими Нідерландами як частина монархії Габсбургів | |
| 1482 | Португалія заснувала колонію на берегу Гвінейської затоки — Золотий берег | |
| 1482 | На території сучасної центральної М'янми засновано царство П'ї | |
| 1479 | 20 січня | Результатом унії королеви Кастилії Ізабелли I та короля Арагону Фернандо II стало утворення сучасного Королівства Іспанія |
| 1479 | Албанська Лезька ліга припинила існування, завойована османами | |
| 1478 | | Велике князівство Московське за результатами війни анексувало Новгородську республіку |
| 1477 | | Бургундське герцогство повністю інкорпороване до складу Франції |
| 1475 | | Припинили існування Генуезька Газарія, Феодоро і Воспоро в Криму та Північному Причорномор'ї, завойовані Османською імперією\| |
| 1473 | | Зникла ацтексько-тепанекська держава Центральної Месоамерики Тлателолько, підкорена ацтеками з Теночтітлану |
| 1472 | | Шотландське королівство анексувало Оркнейські та Шетландські острови |
| 1472 | Початок правління берберської династії султанів Марокко Ваттасидів після занепаду держави Маринідів | |
| 1471 | | Київське князівство припинило існування; утворено Київське воєводство у складі Великого князівства Литовського |
| 1471 | Припинило існування ханство Абулхаїра, що існувало на території сучасних Казахстану і Росії | |
| 1471 | Португальське королівство завоювало Танжер | |
| 1470 | | Зникнення держави Чимор, зі столицею Чан-Чан, найбільшої держави Південної Америки в доінкський період |
| 1468 | | Занепад туркменської держави Кара-Коюнлу, яка розташовувалася на території сучасної Східної Анатолії, Вірменії, іранського Азербайджану та півночі Іраку |
| 1468 | Сибірське ханство утворилося в Західному Сибіру зі столицею в Кашлику | |
| 1466 | | У результаті розпаду Золотої Орди виникло Астраханське ханство. Столиця — місто Хаджи-Тархан |
| 1466 | Виникнення Королівської Пруссії | |
| 1465 | | Засновано Казахське ханство. Столиця — Сузак |
| 1464 | | Імперія Сонгаї відвоювала Тімбукту в Імперії Малі |
| 1463 | | Османська імперія анексувала Боснійське королівство |
| 1462 | | Заснування Португальського Кабо-Верде |
| 1462 | Могулістан розпався на Східний та Західний Могулістани | |
| 1459 | червень | Сербський деспотат втратив власну державність, перетворившись на частину Османської імперії |
| 1454 | | Держава Тевтонського ордену перенесла столицю з Марієнбургу до Кенігсберга |
| 1454 | Припинила існування династія Расулідів, правителів Ємена; влада перейшла до Тахіридів | |
| 1453 | 6 січня | Австрійське герцогство стало Австрійським ерцгерцогством зі столицею у Відні |
| 1453 | 29 травня | Візантійська імперія завойована Османською імперією. Столиця Османської імперії переноситься до Константинополя (нині Стамбул). Політична ситуація призводить до закриття Шовкового шляху для торгівлі, що змушує європейських купців шукати морські шляхи до азійських ринків і тим самим започатковує «епоху Великих географічних відкриттів» |
| 1453 | Аквітанське герцогство і Васконське герцогства приєднано до Французького королівства | |
| 1450 | | У південній Африці внаслідок занепаду держави Зімбабве виникла держава Бутуа |
| 1445 | | На півдні Пенджабу утворено султанат Ланга |
| 1444 | березень | Албанські князівства об'єдналися в Албанську Лезьку лігу |
| 1441 | | Внаслідок розпаду Золотої Орди Хаджі I Ґерай заснував Кримське ханство зі столицею в Кирк-Єр |
| 1441 | На півострові Юкатан створено державу Тутуль Шіу. Столиця — Мані | |
| 1440 | | На узбережжі Західної Африки виникла держава Аллада |
| 1440 | Внаслідок розпаду Золотої Орди виникла Ногайська орда зі столицею в Сарайчику | |
| 1438 | | Інки заснували на основі королівства Куско велику централізовану імперію зі столицею у місті Куско в Андах |
| 1438 | Улуг-Мухаммед заснував Казанське ханство зі столицею в Казані | |
| 1438 | Сіамське королівство Аюттхая анексувало королівство Сукхотай | |
| 1434 | | В Індії після занепаду династії Східних Гангів утворилося Гаджапатське царство зі столицею в Куттаку |
| 1434 | У Речі Посполитій засновано Подільське і Руське воєводства на основі земель Руського королівства | |
| 1434 | Генуезька республіка відвоювало Корсику в Арагонського королівства | |
| 1432 | | На півдні Аравійського півострова засновано султанат Махра |
| 1432 | вересень | Внаслідок громадянської війни у Великому князівстві Литовському на території Литовсько-Руської держави засновано Велике князівство Руське |
| 1432 | Ахейське князівство анексовано Візантійською імперією | |
| 1431 | | Кхмерська імперія розпалася після вторгнення армії королівства Аюттхая |
| 1430 | | У межиріччі Замбезі—Лімпопо (сучасні Зімбабве і захід Мозамбіку) створено державу Мономотапа |
| 1430 | Імперія Сонгаї здобуло незалежність від Імперії Малі. Столиця — Гао | |
| 1429 | | На островах Рюкю в Східній Азії виникло королівство Рюкю |
| 1429 | На східному узбережжі Бенгальської затоки виникло царство М'яу-У | |
| 1428 | | Утворення Ацтекського потрійного союзу (Імперії Ацтеків) між містами-державами Месоамерики — Теночтітланом, Тескоко та Тлакопаном |
| 1428 | У державі Дайв'єт затвердилася Династія Ле внаслідок вигнання китайських загарбників | |
| 1428 | У результаті розпаду Білої Орди на території сучасних Казахстану і Росії утворилося ханство Абулхаїра | |
| 1428 | Королівство Бхактапур утворилося на території сучасного Непалу | |
| 1426 | | Кіпрське королівство стало васалом Мамелюцького султанату |
| 1422 | 21 жовтня | Створення Дуалістичної монархії Англії та Франції |
| 1417 | | Столицю Бранденбурзького маркграфства перенесено з Бранденбурга-на-Гафелі до Берліна |
| 1416 | | Заснування Савойського герцогства на півночі Апеннінського півострова. Столиця — Шамбері |
| 1415 | 21 серпня | Завоювання Сеути знаменує собою початок існування Португальської імперії |
| 1415 | На Сомалійському півострові на сході Африки заснована держава Адал зі столицею в Даккарі | |
| 1413 | | Литовське князівство припинило існування |
| 1413 | 7 червня | Лівонський орден де-факто став незалежним від Тевтонського ордена |
| 1413 | Китайська династія Мін перемогла в'єтнамську Династію пізніх Чан | |
| 1412 | | Заснування королівства Котте на острові Шрі-Ланка |
| 1410 | 15 липня | Поразка Тевтонського ордену від Великого князівства Литовського та Королівства Польського у битві під Танненбергом призвела до завершення його експансії на схід |
| 1408 | | Король Сигізмунд Люксембург повернув столицю Угорського королівства до Буди |
| 1407 | | Унаслідок поразки у війні з імперією Мін припинила існування Династія Хо, в'єтнамська династія, що правила в державі Дайнгу. Почалося Четверте китайське панування у державі в'єтів |
| 1407 | Зян Динь Де заснував Династію пізніх Чан на відвойованих у китайців територіях Дайв'єту | |
| 1407 | Гуджаратський султанат утворився в Індії зі столицею в Ахмадабаді, внаслідок розпаду Делійського султанату | |
| 1406 | | Пізанська республіка припинила існування, поглинена Флорентійською республікою |
| 1405 | | Після смерті Тимура столицю із Самарканда перенесено до Герата |
| 1404 | | Засновано Королівство Канарських островів, васал Кастильської Корони |
| 1404 | Смоленське князівство інкорпоровано до складу Великого князівства Литовського | |
| 1403 | | Столицю династії Мін перенесено з Нанкіна до Пекіна |
| 1401 | | Савойське графство приєднало до себе Женевське графство |
| 1401 | Війська Тамерлана захопили Дамаск | |
| 1401 | Утворення Малавського султанату зі столицею в Манду, яка утворилася після розвалу Делійського султанату | |

### XIV століття
| Рік  | Дата | Подія |
| ---- | --- | --- |
| 1400 | | Внаслідок повалення династії Чан виникла в'єтнамська династія Хо, що правила в державі Дайнгу                                                                                       |
| 1400 | Малаккський султанат виник на території півострова Малакка і острова Суматра                                   | |
| 1399 | | Протодержава ойратських племен Дербен-Ойрат виникла у східній часини сучасного Казахстану                                                                                           |
| 1399 | Виникнення князівства Майсур на південно-західному краю півострова Індостан. Столиця — Серінгапатам            | |
| 1399 | Хандеський султанат засновано в центральній Індії. Столиця — Талнер                                            | |
| 1397 | 17 червня | Заснована Кальмарська унія, що об'єднала під егідою Данії три скандинавських королівства: Данію, Норвегію та Швецію із залежними територіями — Фінляндією, Ісландією та Гренландією |
| 1396 | | Друге Болгарське царство припинило існування, завойоване Османською імперією |
| 1395 | | На півдні Аравійського півострові султанат Касірі |
| 1395 | Засновано Міланське герцогство, монархічна держава в Північній Італії. Столиця — Мілан                         | |
| 1395 | Під ударами Османської імперії припинили існування Добруджанське князівство і Прилепське королівство           | |
| 1394 | | У Західній Африці утворилася держава Бамум |
| 1394 | У північному Індостані засновано Джаунпурський султанат                                                        | |
| 1392 | | На Корейському півострові засновано державу Чосон зі столицею у Хансоні |
| 1390 | | Заснування Королівства Конго зі столицею у Мбанза-Конго |
| 1385 | 14 серпня | Підписана Кревська унія — династичний союз між Великим князівством Литовським і Королівством Польським                                                                              |
| 1384 | | Заснування Бургундських Нідерландів |
| 1382 | | Припинила існування Держава Куртів у Великому Хорасані |
| 1382 | Тюменське ханство, сибірськотатарська феодальна держава, заснована в Західному Сибіру                          | |
| 1380 | | Королівство Канем-Борну засновано в центральній Африці |
| 1380 | На північному сході України засновано татарсько-сіверське Глинське князівство                                  | |
| 1378 | | Припинило існування Арелатське королівство |
| 1378 | Занепад Мадурайського султанату, розгромленого Віджаянагарською імперією                                       | |
| 1378 | Заснування азербайджанської держави Ак-Коюнлу зі столицею в Байбурті                                           | |
| 1377 | 26 вересня | Засновано Боснійське королівство зі столицею у Високо |
| 1377 | Остаточний занепад держави Шривіджая на Малайському архіпелазі                                                 | |
| 1375 | | Утворена держава Кара-Коюнлу |
| 1375 | Мамелюки завоювали вірменське Кілікійське царство                                                              | |
| 1370 | | Тимур заснував Імперію Тимуридів зі столицею в Самарканді |
| 1368 | | Чжу Юаньчжан заснував Велику країну Мін зі столицею в Нанкіні |
| 1368 | Тоґон-Темур заснував Династію Північна Юань. Столиця — Шанду                                                   | |
| 1368 | Мухаммад Шахом засновано Брунейську імперію. Столиця — Кота-Бату                                               | |
| 1365 | | Заснована держава Ава зі столицею в однойменному місті |
| 1363 | | Османська імперія перенесла свою столицю з Бурси до Адріанополя |
| 1363 | Тірольське графство стало частиною монархії Габсбургів                                                         | |
| 1363 | Венеційська республіка встановила контроль над Іонічними островами                                             | |
| 1363 | Засновано Подільське князівство. Столиця — Смотрич                                                             | |
| 1362 | | Унаслідок перемоги у Синьоводській битві до Литовсько-Руської держави остаточно відійшли Київщина та Поділля та утвердженно незалежне Молдавське князівство                         |
| 1358 | 27 червня | Засновано Рагузьку республіку зі столицею в Рагузі |
| 1358 | В Індії виникла держава Гархвал зі столицею в Срінагарі                                                        | |
| 1356 | | Засновано Саксонське курфюрство через розпад Саксен-Віттенберзького герцогства. Столиця — Віттенберг                                                                                |
| 1356 | Виникло Герцогство Юліх зі столицею в однойменному місті                                                       | |
| 1356 | Видинське царство і Добруджанське князівство відокремились від Тирновського царства                            | |
| 1353 | | Засновано Люксембурзьке герцогство |
| 1353 | У результаті розподілу герцогства Нижня Баварія виникли Ландсгут-Баварське і Баварсько-Штраубінзьке герцогства | |
| 1353 | Фа Нгум заснував у Лаосі державу Лансанг зі столицею в Луанґпхабанґ                                            | |
| 1352 | | Шамс ад-дін Ільяс-шах створив перший Бенгальський султанат зі столицею в Пандуа |
| 1351 | | Створення сіамського королівства Аюттхая. Столиця — Аюттхая |
| 1350 | | Виникнення імперії Волоф на заході Африки, що утворилася внаслідок занепаду імперії Малі                                                                                            |
| 1349 | | Галицько-Волинське князівство інкорпоровано Гедиміновичами до Великого князівства Литовського                                                                                       |
| 1348 | | Виникнення Псковської республіки |
| 1347 | | На півдні Індії створено державу Бахмані |
| 1347 | Внаслідок розпаду Чагатайського улусу утворилася тюрко-монгольська держава Могулістан                          | |
| 1347 | У Західній Суматрі виникла держава Пагаруюнг                                                                   | |
| 1346 | 1 листопада | Данія продала і передала Естонське герцогство Тевтонському ордену |
| 1346 | Створено Сербське царство зі столицею в Призрені                                                               | |
| 1346 | Утворилося Молдавське князівство зі столицею в Бані                                                            | |
| 1341 | | Королівство Гампола стало наступником Королівства Дамбаденія на Шрі-Ланці. Гампола — нова столиця                                                                                   |
| 1341 | Утворилося Велике князівство Нижньогородсько-Суздальське зі столицею в Нижньому Новгороді                      | |
| 1340 | | Князівство Московське перетворено на Велике князівство Московське |
| 1339 | | На основі Гельдернського графства Священної Римської імперії засновано Гельдернське герцогство                                                                                      |
| 1339 | Утворився Кашмірський султанат зі столицею в Срінагарі                                                         | |
| 1338 | | Заснований Сьоґунат Муроматі. Столиця — Кіото |
| 1337 | | Утворилася ацтексько-тепанекська держава Центральної Месоамерики Тлателолько |
| 1336 | | Заснована індуїстська Віджаянагарська імперія на півдні Індостану зі столицею у Віджаянагарі                                                                                        |
| 1336 | Кінець реставрації Кемму                                                                                       | |
| 1335 | | Османська імперія перенесла столицю з Сегюту до Бурси |
| 1335 | Сілезьке князівство стало частиною Богемського королівства                                                     | |
| 1335 | Заснування мусульманського Мадурайського султанату на півдні Індостану                                         | |
| 1335 | Утворився Джалаїрський султанат на території сучасних Іраку та східного Ірану                                  | |
| 1334 | | Делійський султанат повернув свою столицю з Даулатабаду до Делі |
| 1333 | | В Японії на фоні деградації Камакурського сьоґунату як всеяпонського уряду почалася Реставрація Кемму                                                                               |
| 1330 | | Волоське князівство здобуло незалежність від Угорського королівства. Столиця — Кимпулунг-Мусчел                                                                                     |
| 1328 | 4 травня | За Единбурзько-Нортгемптонським договором Англія визнала незалежність Шотландії після вигнання англійців з Шотландії Робертом Брюсом                                                |
| 1327 | | Делійський султанат переніс свою столицю з Делі до Даулатабаду |
| 1326 | | Завершилося Арагонське завоювання Сардинії: заснування Сардинського королівства |
| 1325 | 13 березня | Ацтеки заснували Теночтітлан на честь заснування Мексики. Це найстаріше безперервне столичне місто в Америці                                                                        |
| 1323 | 12 серпня | Між Швецією та Новгородом підписано Ньотеборзький договір, внаслідок чого укладено перше справжнє прикордонне регулювання у шведській Фінляндії                                     |
| 1323 | Король Карл I переніс столицю Угорського королівства у Вишеград                                                | |
| 1319 | | У південній Фессалії засновано хрестоносцями Неопатрійське герцогство зі столицею в місті Неапатри                                                                                  |
| 1315 | | Король Карл I переніс столицю Угорського королівства до Темешвара |
| 1315 | Сікайн відокремилася від царства Пінья                                                                         | |
| 1313 | | Припинило існування Швабське герцогство |
| 1313 | На території сучасної Центральної М'янми зникла держава М'їнсайн, розпавшись на держави Пінья і Сікайн         | |
| 1311 | | Заснована держава Сірохі зі столицею в однойменному місті на заході Індії |
| 1310 | | На півночі Італії засновано герцогство Мірандола. Мірандола — столиця |
| 1310 | Розпався Уґедейський улус зі столицею в Омилі                                                                  | |
| 1310 | Госпітальєри заснували державу на грецькому острові Родос                                                      | |
| 1309 | | Засноване мусульманське Королівство Каймана в Західному Папуа |
| 1309 | Створено державу Паралахемунді на сході Індостану                                                              | |
| 1308 | | Румський султанат зі столицею в Конья, ісламська монархічна держава в Малій Азії, припинив існування                                                                                |
| 1304 | | Заснована генуезька держава Сеньйорія Хіоса зі столицею в Хіосі, розташована на однойменному острові в архіпелазі Східні Споради                                                    |
| 1303 | | Королівство Дамбаденія на Шрі-Ланці перенесло свою столицю з Полоннарува до Курунагали                                                                                              |

### XIII століття
| Рік  | Дата | Подія |
| ---- | --- | --- |
| 1299 | | Заснована Османська імперія зі столицею в Сегюті |
| 1299 | Засновано малайський раджанат (князівство) Сінгапура | |
| 1299 | Пізанська республіка продала частину Сардинії Генуезькій республіці | |
| 1297 | 8 січня | Засновано Монако під правлінням роду Грімальді |
| 1297 | Королівство Дамбаденія на Шрі-Ланці перенесло свою столицю з Япахуви до Полоннарува | |
| 1297 | На території сучасної Центральної М'янми внаслідок розпаду імперії Паган засновано королівство М'їнсайн | |
| 1296 | | Саксонське герцогство розділилося на Саксен-Лауенбурзьке і Саксен-Віттенберзьке герцогства |
| 1296 | Арагонське королівство відвоювало Корсику у Генуезької республіки | |
| 1293 | 10 березня | Швеція опанувала південно-східні частини Фінляндії |
| 1293 | На сході Яви створена держава Маджапагіт | |
| 1292 | | На території сучасного Північного і Центрального Таїланду держава Харіпунджая знищена тайською державою Ланна |
| 1291 | | Засновано Стару Швейцарську конфедерацію — вільну конфедерація незалежних малих держав (кантонів) у межах Священної Римської імперії                                                                                               |
| 1291 | Завоювання Єрусалимського королівства силами Мамелюцького султанату | |
| 1290 | | Зникнення Рабської династії та заснування династії Хілджі у Делійському султанаті |
| 1290 | Ризьке архієпископство та Лівонський орден мечоносців завоювали Семигаллію, останню незалежну латвійську територію | |
| 1287 | | Засновано Бенгальський султанат зі столицею в Гаурі |
| 1287 | На Заході Африки утворилася держава Ваало | |
| 1287 | 4 квітня | Виникла середньовічна монська держава Гантаваді у південній частині території сучасної М'янми |
| 1286 | | Королівство Шоа приєднано до султанату Іфат |
| 1284 | | Генуезька республіка відвоювала Корсику у Папської держави |
| 1282 | | Аугсбурзький рейхстаг передав Австрійське герцогство дому Габсбургів, започатковуючи Габсбурзьку монархію |
| 1282 | Заснування Неаполітанського королівства | |
| 1279 | 19 березня | Династія Сун завойована династією Юань у Китаї |
| 1279 | Королівство Майорка стає васалом Корони Арагону | |
| 1279 | Зникла держава Чола на території Південної Індії | |
| 1278 | 8 вересня | Андорра здобула незалежність від Корони Арагону |
| 1275 | | Засновано мусульманську державу Іфат у Східній Африці |
| 1273 | | Королівство Дамбаденія перенесло свою столицю з Дамбаденії до Япахува на Шрі-Ланці |
| 1272 | 1 лютого | Засноване Албанське королівство зі столицею в Дураццо |
| 1272 | Єкуно Амлак скинув династію Загве, заснувавши в Ефіопії Соломонову династію. Лалібела перестала бути столицею, і імператор Ефіопії правив з постійно рухомого табору навколо своїх володінь протягом наступних століть | |
| 1272 | Китайська династія Юань перенесла свою столицю з Шанду до Даду | |
| 1271 | | Хубілай заснував у Китаї династію Юань зі столицею держави у Ханбалику |
| 1270 | | Корьо стало васалом Монгольської імперії |
| 1268 | | Мамелюки захопили Антіохійське князівство |
| 1266 | 2 липня | Кейтнесс і територія Королівства Островів (Гебриди та Мен) перейшли до Шотландського королівства за Пертським договором |
| 1266 | В Криму заснована Генуезька Газарія зі столицею в Кафі | |
| 1263 | | Після смерті Міндовга Литовське королівство знову стає Великим князівством Литовським |
| 1263 | Засноване Велике князівство Московське, удільне князівство у складі Володимиро-Суздальського князівства | |
| 1262 | | На заході півострова Індостан заснована держава Дхарампур |
| 1261 | | Латинська імперія розпалася, а Константинополь знову перейшов до Візантії |
| 1260 | | Монголи завоювали Алеппо. Падіння династії Айюбідів |
| 1259 | 11 серпня | Смерть монгольського хана Мунке призвела до громадянської війни в імперії та розділу її на чотири частини |
| 1258 | 11 травня | Підписана Корбейська угода, яка офіційно припиняє феодальне панування Франції над графствами в Іспанській марці та каталонськими графствами в Готській марці                                                                       |
| 1258 | Монголи опанували Багдад, що прискорило падіння Аббасидського халіфату | |
| 1258 | Династія Чан у В'єтнамі відбила перше монгольське вторгнення | |
| 1256 | | Король Бела IV переносить столицю Угорського королівства в Буду |
| 1256 | Заснування чингізидом Хулагу держави Хулагуїдів зі столицею в Мераге під час завойовницьких походів | |
| 1256 | Португальське королівство перенесло свою столицю з Коїмбри до Лісабона | |
| 1253 | | Держава Далі завойована монголами |
| 1251 | | З Великого князівства Литовського утворено Литовське королівство. Кернаве — столиця |
| 1250 | | Заснування Мамелюцького султанату в Єгипті |
| 1250 | Після втрати Єгипту династія Айюбідів переносить свою столицю з Каїра до Алеппо | |
| 1250 | Заснування Караманідської імперії зі столицею в Ларенде | |
| 1250 | Унаслідок послабення Делійського султанату утворилося князівство Джодхпур | |
| 1248 | | Заснування Севільського королівства |
| 1247 | | У Верхньому Надволжі засноване Велике князівство Тверське |
| 1246 | | Занепад Фессалонікійської імперії |
| 1245 | | Арагонська Корона завершила відвоювання того, що стане Валенсійським королівством в межах, узгоджених у Договорі Альмізра |
| 1243 | 26 червня | Румський султанат і Трапезундська імперія стали васалами Монгольської імперії внаслідок Монгольського завоювання Анатолії |
| 1242 | | Заснування Золотої Орди зі столицею в Сарай-Бату |
| 1240 | | Завоювання Київської Русі в ході монгольської навали |
| 1240 | Розпад Волзької Болгарії внаслідок монгольського вторгнення | |
| 1240 | Початок монгольського завоювання Тибету | |
| 1240 | У степах Східної Європи, Центральної Азії та Західного Сибіру заснована монгольська кочова держава Золота Орда | |
| 1240 | Держава Сосо підкорена імперією Малі в Західній Африці | |
| 1238 | | Заснування королівства Сукхотай на території сучасного Таїланду навколо міста Сукхотхай |
| 1238 | Засновано Білозерське князівство | |
| 1238 | На Піренейському півострові засновано Валенсійське королівство | |
| 1237 | 12 травня | Заснований Лівонський орден |
| 1236 | | Заснування Великого князівства Литовського, Жемайтійського і Руського зі столицею в Кернаве |
| 1236 | Засновано державу Міхрабанідів у Сістані зі столицею в Шахр-і Сістані | |
| 1235 | вересень | Заснування Імперії Малі |
| 1235 | Засновано Брауншвейг-Люнебурзьке герцогство | |
| 1235 | На півночі Африки засновано Королівство Тлемсен на чолі із Заянідами | |
| 1235 | Арагон завоював Ібіцу, яка стає частиною Майорканського королівства | |
| 1234 | 24 липня | На південному заході Старої Лівонії, з катедрою у місті Пільтен, засноване Курляндське єпископство |
| 1234 | У південній Маньчжурії припинила існування Династія Цзінь | |
| 1232 | | На Шрі-Ланці припинило існування Королівство Полоннарува |
| 1231 | | Арагон завершив завоювання Майорки та Менорки, заснувавши Майорканське королівство як частину Арагонської Корони |
| 1231 | Занепад мамелюкської династії Ануштегінідів, розпад Хорезмської імперії | |
| 1231 | Заснування курдського Емірату Бінгель | |
| 1230 | | Заснований Гранадський емірат — останнє ісламське державне утворення на території Піренейського півострова. Столиця — Гранада |
| 1230 | Заснування Кастильської Корони зі столицею у Бургосі шляхом злиття Леонського й Кастильського королівств | |
| 1229 | серпень | В Ємені заснована династія Расулидів |
| 1229 | У Північній Африці в Іфрикії, на території сучасного Тунісу, Алжиру й західної Лівії, заснована держава Хафсідів | |
| 1228 | серпень | На території Західної Естонії засноване Езель-Вікське єпископство. Частина його земель відійшла до лівонських братів-мечоносців |
| 1228 | Заснування королівства Ахом у долині річки Брахмапутра | |
| 1227 | лютий | Ризьке архієпископство та лівонські брати-мечоносці підкорили Сааремаа, останнє незалежне естонське повітство, а мечоносці завоювали данську Естонію                                                                               |
| 1226 | | Великий магістр Герман фон Зальца заснував Державу Тевтонського ордену зі столицею в Марієнбурзі |
| 1225 | | Чан Тхай Тонг заснував династію Чан у державі Дайв'єт |
| 1225 | На території Мавераннахру, Семиріччя та Кашгару засновано Чагатайський улус | |
| 1225 | Рига здобула незалежність від Ризького архієпископства | |
| 1224 | | Фессалонікійське королівство завойоване Епірським деспотатом; заснування Фессалонікійської імперії |
| 1222 | | На сході острова Ява заснована індуїстська держава Сінгасарі |
| 1220 | | Король Віджаябаху III заснував королівство Дамбаденія на Шрі-Ланці. Столиця — Дамбаденія |
| 1220 | У південній Африці засновано королівство Зімбабве | |
| 1219 | | На півночі сучасної Естонії данці заснували Данську Естонію |
| 1219 | На території Жмуді (Жемайтії) засновано Жмудське князівство | |
| 1218 | | Розпад Каракитайського ханства, що існувало у Середній та Центральній Азії, під ударами монголів |
| 1218 | Початок Монгольського завоювання Середньої Азії | |
| 1218 | Династія Айюбідів перенесла свою столицю з Дамаска до Каїра | |
| 1217 | | Засновано Перше Сербське королівство. Столиця — Старий-Рас |
| 1217 | Папська держава анексувала Корсику | |
| 1216 | | Заснування Князівства Уельс |
| 1215 | | Занепад Гурідського султанату, держави зі столицею у Фірузкохі, на території сучасних Афганістану, Пакистану, північної Індії, північно-західного Ірану                                                                            |
| 1215 | На півночі острова Шрі-Ланка заснована держава Джафна зі столицею в місті Наллур | |
| 1214 | | Розпад Анжуйської імперії |
| 1214 | Столиця Делійського султанату перенесена з Бадаюна в Делі | |
| 1213 | | На території сучасних північно-східного Китаю, КНДР і півдня Приморського краю виникла чжурчженська держава Східна Ся |
| 1213 | У південній Маньчжурії внаслідок занепаду династії Цзінь утворена держава киданів Східне Ляо. Столиця — Чжунцзін | |
| 1212 | | Заснування у складі Священної Римської імперії Ангальтського князівства зі столицею у Веймарі |
| 1210 | | Столиця Делійського султанату перенесена з Лахору в Бадаюн |
| 1209 | | Початок Монгольського завоювання Китаю |
| 1207 | | Венеційською республікою на Кікладському архіпелазі в Егейському морі проголошено створення Наксоського герцогства зі столицею в Наксосі                                                                                           |
| 1207 | Заснування Ростовського князівства на території сучасної Ярославської та Вологодської областей. Столиця у місті Ростов                                                                                                 | |
| 1206 | | Кутб ад-Дін Айбек заснував Делійський султанат, що існував на півночі Південної Азії зі столицею у Лахорі |
| 1206 | Чингісхан заснував Монгольську імперію. Аварга — столиця | |
| 1205 | | Епірський деспотат заснований як держава-спадкоємиця Візантійської імперії. Столиця — Арта |
| 1205 | На теренах Греції в ході Четвертого хрестового походу виникло Афінське герцогство після розподілу Візантійської імперії                                                                                                | |
| 1205 | Венеційська республіка завоювала Крит, проголосивши створення васального королівства Кандія | |
| 1204 | | Після опанування Константинополя військами Четвертого хрестового походу хрестоносці заснували Латинську, Нікейську, Трапезундську імперії, Фессалонікійське королівство й Негропонтську сеньйорію на уламках Візантійської імперії |
| 1204 | Французький король Філіпп II захопив та приєднав до Франції Нормандське герцогство | |
| 1201 | | Утворення Вірменського князівства Закарідів зі столицею в Ані |

### XII століття
| Рік  | Дата | Подія |
| ---- | --- | --- |
| 1200 | | Заснування в Андах Королівства Куско зі столицею у Куско                                                                                         |
| 1199 | | Заснування Галицько-Волинського князівства зі столицею у Володимирі                                                                              |
| 1198 | | Чеське (Богемське) князівство перетворилося на Богемське королівство                                                                             |
| 1197 | | На території Індії засноване князівство Дунгарпур зі столицею в Дунгарпурі                                                                       |
| 1197 | Зникло королівство Дехейбарт на південному заході Уельсу                                                                      | |
| 1196 | | Зник Керманський султанат, держава на території сучасних Ірану, Афганістану, Пакистану і Оману зі столицею спочатку в Бердасирі                  |
| 1194 | | Остаточно розпалася Сельджуцька імперія |
| 1194 | Іракський султанат зі столицею в Хамадані, яка утворилася внаслідок процесу розпаду Сельджуцької імперії, припинила існування | |
| 1192 | | Хрестоносці заснували Кіпрське королівство. Столиця — Нікосія                                                                                    |
| 1192 | Штирійське герцогство увійшло до складу Угорського королівства                                                                | |
| 1190 | | Створено Арбанонське князівство на території сучасної Албанії                                                                                    |
| 1189 | | Засноване німецьке Ольденбурзьке графство зі столицею в нижньосаксонському місті Ольденбург                                                      |
| 1185 | | Засноване Друге болгарське царство зі столицею у Велико-Тирново                                                                                  |
| 1185 | Припинило існування ірландське королівство Осрайге зі столицею в Кілкенні                                                     | |
| 1186 | | Зникла династія Газневідів, яка правила на значній території в Азії: частині Персії, Трансоксанії і північних областях індійського субконтиненту |
| 1183 | | У Священній Римській імперії на території сучасної Бельгії засноване Брабантське герцогство                                                      |
| 1180 | | Заснування Бенінського царства зі столицею в Едо                                                                                                 |
| 1180 | Засновано Штирійське герцогство. Столиця — Грац                                                                               | |
| 1180 | Зникло Саксонське герцогство                                                                                                  | |
| 1180 | Заснування держави Кенхунг на території сучасної китайської провінції Юньнань                                                 | |
| 1177 | | Зникло королівство Улад у стародавній Ірландії зі столицею у місті Емайн-Маха                                                                    |
| 1175 | | Північно-східне руське Переславль-Залєське князівство засноване з центром у місті Переславль-Залєський                                           |
| 1174 | | Аюбіди перенесли свою столицю з Каїра в Дамаск                                                                                                   |
| 1171 | | Салах ед Дін заснував династію Айюбідів у Єгипті та Сирії. Каїр — столиця                                                                        |
| 1171 | Занепад Фатімідського халіфату в Єгипті                                                                                       | |
| 1171 | Нормандське королівство Дублін припинило існування                                                                            | |
| 1171 | Засноване лордство Ірландія з центром у Дубліні                                                                               | |
| 1170 | | Вірменське Сюнікське царство зі столицею в місті Капан припинило існування                                                                       |
| 1168 | | Князівство Руян засноване на півночі сучасної Німеччини                                                                                          |
| 1164 | | Засноване Каталонське князівство зі столицею в Барселоні                                                                                         |
| 1163 | | Газневіди перенесли свою столицю з Газні до Лахору                                                                                               |
| 1162 | | Альфонсо II зійшов на престоли Арагонського королівства та Барселонського графства, заснувавши Арагонську Корону                                 |
| 1161 | | Розпалося Монгольське ханство |
| 1160 | | В Італії заснована Лукканська республіка; столиця — Лукка                                                                                        |
| 1157 | | Засновано Бранденбурзьке маркграфство. Бранденбург-на-Гафелі — столиця                                                                           |
| 1157 | Засноване Велике князівство Владимирське зі столицею у Володимирі-над-Клязьмою                                                | |
| 1157 | На Волині засноване Луцьке князівство династії Рюриковичів з центром у місті Луцьку                                           | |
| 1156 | 17 вересня | Створено Австрійське герцогство. Відень — столиця                                                                                                |
| 1156 | Шведський король Ерік ден Геліге здійснив перший хрестовий похід до Фінляндії та приєднав її до Швеції                        | |
| 1154 | | Заснована Анжуйська імперія в результаті особистої унії між Королівством Англії та Французьким королівством                                      |
| 1147 | | На заході Індії засновано королівство Кач |
| 1144 | 24 грудня | Едеське графство припинило існування під ударами сельджуцької навали                                                                             |
| 1140 | | Заснування Тірольського графства зі столицею в Мерано                                                                                            |
| 1140 | Припинило існування держава Камарупа, перше царство на території Ассаму                                                       | |
| 1139 | 26 липня | Португальське королівство здобуло незалежність від Леонського королівства. Столиця — Коїмбра                                                     |
| 1138 | | Засновано Сілезьке князівство зі столицею у Бреслау                                                                                              |
| 1137 | | Неаполітанське герцогство анексовано Сицилійським королівством                                                                                   |
| 1136 | | Заснування Новгородської республіки. Столиця — Великий Новгород                                                                                  |
| 1130 | 25 грудня | Засновано нормандське Сицилійське королівство; Герцогство Апулії і Калабрії припинили існування                                                  |
| 1125 | | Засновано Сієнську республіку зі столицею в Сієні                                                                                                |
| 1124 | | Єлу Даші заснував Каракитайське ханство зі столицею в Баласагуні                                                                                 |
| 1122 | | Припинив існування Тбіліський емірат |
| 1122 | У Грузинському царстві столицю з Кутаїсі перенесено в Тбілісі                                                                 | |
| 1121 | | Заснування Померанського герцогства |
| 1120 | | У Священній Римській імперії на території Нижньої Баварії засноване Ортенбурзьке графство                                                        |
| 1118 | | На півдні Ірландії засноване Королівство Десмонд                                                                                                 |
| 1115 | | Тайцзу заснував династію Цзінь у північному Китаї                                                                                                |
| 1115 | Засновано Флорентійську республіку зі столицею у Флоренції                                                                    | |
| 1108 | | Західно-слов'янське Нітранське князівство втратило автономний статус й увійшло до Королівства Угорщини                                           |
| 1102 | | Хрестоносці завоювали Тартус і заснували Триполійське графство                                                                                   |
| 1102 | Заснування Вестфальського герцогства. Столиця — Арнсберг                                                                      | |
| 1102 | Початок об'єднання Хорватського королівства з Угорським королівством                                                          | |

### XI століття
| Рік  | Дата | Подія |
| ---- | --- | --- |
| 1099 | | Утворення третьої держави хрестоносців — Єрусалимського королівства після опанування Єрусалиму |
| 1098 | | Хрестоносці завоювали Едесу та заснували Едеське графство |
| 1098 | Хрестоносці здобули Антіохію та заснували Антіохійське князівство | |
| 1097 | | Король Вільгельм II переніс столицю Англійського королівства до Лондона |
| 1097 | Португальське графство включене до складу Леонського королівства | |
| 1096 | | Заснування графства Гельдерн. Столиця — Гельдерн |
| 1092 | | Вільям Руфус вторгся в Камберленд (тоді частина Шотландії) і включив його до складу Англії |
| 1092 | Папа Римський Урбан II передав Корсику і Сардинію під владу Пізанської республіки | |
| 1091 | | Сицилійське графство завоювало Ното, останній оплот ісламського Сицилійського емірату на півострові; завершення норманського завоювання Південної Італії                                                                        |
| 1091 | Засновано графство Голландія зі столицею в Гаазі | |
| 1091 | Припинила існування Севільська тайфа на Піренейському півострові зі столицею в місті Севілья | |
| 1088 | | Заснування Тарантського князівства. Столиця — Таранто |
| 1085 | | Засноване Толедське королівство зі столицею в Толедо |
| 1085 | Заснування Рейнського пфальцграфства. Столиція — Гайдельберг | |
| 1080 | | Заснування Кілікійського царства зі столицею в Тарсі |
| 1078 | | Заснування тюркської династії мамлюкського походження Ануштегінідів у Хорезмі, Трансоксанії, сьогоднішньому Пакистані та Ірані зі столицею в Киркмоллі                                                                          |
| 1076 | | Ісламське військо Альморавідів завоювало Гану |
| 1076 | Наваррське королівства та Арагон возз'єдналися в особистій унії під проводом Санчо Раміреса, який назвав себе «королем арагонців і памплонесців»; хоча два королівства де-юре є окремими державами | |
| 1076 | Аббасидський халіфат окупував Сирію | |
| 1071 | | Засноване Сицилійське графство |
| 1066 | | Англія завойована Вільгельмом, герцогом Нормандії, таким чином укладаючи особисту унію між Королівством Англія та Нормандським герцогством                                                                                      |
| 1065 | | Кастильське та Галісійське королівства вийшли зі складу Королівства Леон |
| 1065 | Засноване Лімбурзьке герцогство у Священній Римській імперії | |
| 1062 | | Припинала існування династія Буїдів у Персії та Іраку |
| 1059 | 23 серпня | Графство Апулія і Калабрія отримало статус герцогства, коли Папа Миколай II підписав Мельфійський договір з нормандськими князями Робертом Гвіскаром і Річардом I Капуанським                                                   |
| 1058 | | Засноване Шлезвізьке герцогство зі столицею в Шлезвізі |
| 1055 | | Віджаябаху I переніс столицю Сингальського королівства до Полоннаруви, заснувавши Королівство Полоннарува на Шрі-Ланці |
| 1043 | | Столиця Сельджуцької імперії перенесена з Нішапура в Рей |
| 1042 | | На півдні Італії нормани заснували Герцогство Апулія і Калабрія |
| 1042 | Розпад імперії Північного моря | |
| 1040 | | Династія Альморавідів заснована пророком Абдулою ібн Ясіном на території сучасного Марокко. Столиця — місто Агмат |
| 1038 | | Лі Юаньхао заснував державу Західна Ся, відому також як Тангутська імперія, зі столицею в Сінціні |
| 1037 | | Тогрул-бек заснував імперію Сельджуків як одну з перших турецьких імперій. Столицею став Нішапур |
| 1035 | | Раміро I заснував Арагонське королівство |
| 1032 | | Арелатське королівство успадкував Конрад II, імператор Священної Римської імперії, і включив його до складу Священної Римської імперії                                                                                          |
| 1030 | | Київський князь Ярослав Мудрий завоював землі Уганді у південно-східній Естонії |
| 1025 | | Війська паракесарі (імператора) держави Чола Раджендри напали на царство Шривіджая, потім підкорили держави Кадарам, Паннаї, Кедах і водночас він приєднав до своєї держави Нікобарські острови                                 |
| 1025 | Болеслав І засновує Королівство Польське | |
| 1024 | | Принц-єпископство Утрехтське засноване у Священній Римській імперії |
| 1018 | | Території Нортумбрії північніше річки Твід відійшли Шотландії |
| 1018 | Бритське королівство Стратклайд підкорилося Шотландії | |
| 1018 | Болгарське царство припинило існування з анексією останніх територій Візантійською імперією | |
| 1013 | | Імперія Північного моря під проводом короля Канута Великого, до складу якої входили Англія, Данія, Норвегія, а також частини Північної Німеччини, Шотландії та Швеції, створюється шляхом особистої унії. Столиця — місто Рібе. |
| 1012 | | У Священній Римській імперії засноване Зеландське графство зі столицею в Мідделбурзі |
| 1009 | | Лі Тхай То заснував династію Лі у Дайв'єті |
| 1008 | | Грузинське царство утворилося внаслідок об'єднання всіх християнських держав Грузії. Столиця — Кутаїсі |
| 1005 | | Засновано Генуезьку республіку зі столицею в Генуї |
| 1003 | | Лейф Еріксон відкрив Ньюфаундленд на атлантичному узбережжі Північної Америки і заснував недовговічну колонію в Л'Анс-о-Медоуз                                                                                                  |
| 1003 | Повалення династії Саффаридів у Персії | |
| 1003 | У Священній Римській імперії засноване Савойське графство | |